# Міхал Єлінський
Міхал Єлінський  (пол. Michał Jeliński, 17 березня 1980) — польський веслувальник, олімпійський чемпіон.

## Виступи на Олімпіадах
| Олімпіада  | Дисципліна     | Місце     |
| ---------- | -------------- | --------- |
| Афіни 2004 | двійка парна   | 2 h1 r2/4 |
| Пекін 2008 | четвірка парна | 1         |